# Regional Preferente de La Rioja 2016-17
La temporada 2016-17 de Regional Preferente de La Rioja de fútbol comenzó el 29 de octubre de 2016 y acabó el 21 de mayo de 2017. Durante esta campaña era el quinto y último nivel de las Ligas de fútbol de España para los clubes de La Rioja, por debajo de la Tercera División de España.

## Sistema de competición
Un único grupo con los 14 equipos se enfrentarían a doble vuelta, una vez en casa y otra en el campo del equipo rival, todos contra todos.
Los equipos que se clasificaran en los tres primeros puestos ascenderían directamente a Tercera División, exceptuando filiales que ya dispongan de un equipo en la categoría inmediatamente superior. Si hubiera alguna vacante más en el grupo XVI de Tercera División ascenderían los siguientes clasificados.

## Clasificación[1]
| Pos. | Equipo                | Pts. | PJ | G  | E  | P  | GF | GC | Dif. |                                              |
| ---- | --------------------- | ---- | -- | -- | -- | -- | -- | -- | ---- | -------------------------------------------- |
| 1    | C. D. Pradejón (A, C) | 61   | 26 | 19 | 4  | 3  | 57 | 20 | +37  | Ascenso directo a Tercera                    |
| 2    | C. D. Berceo (A)      | 60   | 26 | 19 | 3  | 4  | 64 | 21 | +43  | Ascenso directo a Tercera                    |
| 3    | Yagüe C. F. (A)       | 58   | 26 | 18 | 4  | 4  | 64 | 25 | +39  | Ascenso directo a Tercera                    |
| 4    | C. C. D. Alberite     | 55   | 26 | 16 | 7  | 3  | 69 | 20 | +49  |                                              |
| 5    | C. D. Autol           | 44   | 26 | 13 | 5  | 8  | 44 | 35 | +9   |                                              |
| 6    | C. D. Alfaro "B"      | 37   | 26 | 11 | 4  | 11 | 53 | 53 | 0    |                                              |
| 7    | Peña Balsamaiso C. F. | 32   | 26 | 9  | 5  | 12 | 46 | 53 | −7   | El club no compite en la siguiente temporada |
| 8    | Haro Sport Club       | 29   | 26 | 7  | 8  | 11 | 40 | 56 | −16  |                                              |
| 9    | S. D. Oyonesa "B"     | 28   | 26 | 8  | 4  | 14 | 32 | 61 | −29  | El club no compite en la siguiente temporada |
| 10   | C. D. Aldeano         | 27   | 26 | 8  | 3  | 15 | 42 | 69 | −27  |                                              |
| 11   | C. D. Bañuelos        | 24   | 26 | 5  | 9  | 12 | 38 | 53 | −15  |                                              |
| 12   | C. D. Cenicero        | 22   | 26 | 4  | 10 | 12 | 29 | 53 | −24  |                                              |
| 13   | Náxara C. D. "B"      | 19   | 26 | 4  | 7  | 15 | 33 | 58 | −25  | El club no compite en la siguiente temporada |
| 14   | C. D. San Lorenzo     | 12   | 26 | 3  | 3  | 20 | 22 | 56 | −34  |                                              |

 Fuente: Federación Riojana de Fútbol

### Tabla de resultados cruzados
| Local \ Visitante     | PRA | BER | YAG | ALB | AUT | ALF | PEN | HAR | OYO | ALD | BAN | CEN | NAX | SAN |
| --------------------- | --- | --- | --- | --- | --- | --- | --- | --- | --- | --- | --- | --- | --- | --- |
| C. D. Pradejón        | —   | 1–0 | 1–0 | 2–2 | 0–2 | 2–1 | 7–0 | 3–1 | 4–0 | 3–0 | 2–0 | 1–1 | 3–1 | 1–0 |
| C. D. Berceo          | 1–0 | —   | 1–1 | 2–1 | 2–0 | 2–0 | 1–0 | 2–0 | 5–0 | 7–1 | 0–0 | 5–0 | 2–1 | 4–0 |
| Yagüe C. F.           | 1–1 | 5–0 | —   | 2–1 | 4–0 | 3–1 | 2–3 | 4–1 | 2–0 | 4–1 | 1–0 | 4–0 | 3–0 | 4–0 |
| C. D. Alberite        | 2–1 | 1–2 | 3–0 | —   | 3–0 | 5–0 | 4–0 | 3–0 | 5–1 | 4–0 | 6–0 | 2–2 | 2–0 | 2–2 |
| C. D. Autol           | 0–4 | 2–1 | 0–2 | 0–2 | —   | 3–0 | 3–0 | 1–1 | 6–1 | 3–0 | 3–1 | 1–0 | 3–2 | 2–0 |
| C. D. Alfaro "B"      | 1–3 | 0–3 | 3–4 | 1–1 | 3–2 | —   | 1–2 | 6–0 | 0–1 | 3–1 | 3–1 | 2–1 | 2–2 | 2–1 |
| Peña Balsamaiso C. F. | 1–1 | 1–2 | 1–1 | 1–1 | 2–3 | 2–3 | —   | 1–1 | 2–1 | 2–3 | 0–1 | 5–1 | 5–4 | 4–0 |
| Haro S. C.            | 1–2 | 1–3 | 2–2 | 3–4 | 1–0 | 2–2 | 2–2 | —   | 3–5 | 5–3 | 2–0 | 2–1 | 3–1 | 2–1 |
| S. D. Oyonesa "B"     | 0–3 | 0–4 | 2–4 | 0–3 | 0–3 | 6–2 | 1–0 | 1–1 | —   | 3–2 | 1–1 | 1–1 | 2–2 | 2–0 |
| C. D. Aldeano         | 0–1 | 1–3 | 2–1 | 0–5 | 2–2 | 1–6 | 4–2 | 3–1 | 1–2 | —   | 1–3 | 5–1 | 1–1 | 2–1 |
| C. D. Bañuelos        | 2–4 | 2–2 | 1–2 | 1–3 | 0–0 | 1–1 | 2–3 | 3–3 | 3–0 | 2–4 | —   | 1–1 | 4–0 | 3–6 |
| C. D. Cenicero        | 2–4 | 0–5 | 0–3 | 0–0 | 2–2 | 2–3 | 2–1 | 0–0 | 3–1 | 0–0 | 1–2 | —   | 2–2 | 3–0 |
| Náxara C. D. "B"      | 1–2 | 1–4 | 0–3 | 0–0 | 2–2 | 1–4 | 2–3 | 2–0 | 1–0 | 3–2 | 2–2 | 0–2 | —   | 1–2 |
| C. D. San Lorenzo     | 0–1 | 2–1 | 1–2 | 0–4 | 0–1 | 1–3 | 0–3 | 1–2 | 0–1 | 1–2 | 2–2 | 1–1 | 0–1 | —   |

## Datos y Estadísticas

### Récords
| Récords de equipos       | Récords de equipos | Récords de equipos                           | Récords de equipos    | Récords de equipos           | Récords de equipos | Récords de equipos           | Récords de equipos    | Récords de equipos |
| Grupo                    | Fecha              | Equipo/s                                     | Local                 |                              | Resultado          |                              | Visitante             | Rep.               |
| ------------------------ | ------------------ | -------------------------------------------- | --------------------- | ---------------------------- | ------------------ | ---------------------------- | --------------------- | ------------------ |
| Más goles en un partido  | 23-04-2017         | Peña Balsamaiso C. F. y Náxara C. D. "B" (9) | Peña Balsamaiso C. F. | Bandera de La Rioja (España) | 5 – 4              | Bandera de La Rioja (España) | Náxara C. D. "B"      | Jornada 22         |
| Más goles en un partido  | 05-02-2017         | C. D. Bañuelos y C. D. San Lorenzo (9)       | C. D. Bañuelos        | Bandera de La Rioja (España) | 3 – 6              | Bandera de La Rioja (España) | C. D. San Lorenzo     | Jornada 12         |
| Mayor victoria local     | 14-05-2017         | C. D. Pradejón (+7)                          | C. D. Pradejón        | Bandera de La Rioja (España) | 7 – 0              | Bandera de La Rioja (España) | Peña Balsamaiso C. F. | Jornada 25         |
| Mayor victoria visitante | 13-04-2017         | C. D. Alberite (+5)                          | C. D. Aldeano         | Bandera de La Rioja (España) | 0 – 5              | Bandera de La Rioja (España) | C. D. Alberite        | Jornada 19         |
| Mayor victoria visitante | 25-02-2017         | C. D. Alfaro "B" (+5)                        | C. D. Aldeano         | Bandera de La Rioja (España) | 1 – 6              | Bandera de La Rioja (España) | C. D. Alfaro "B"      | Jornada 15         |
| Mayor victoria visitante | 14-05-2017         | C. D. Berceo (+5)                            | C. D. Cenicero        | Bandera de La Rioja (España) | 0 – 5              | Bandera de La Rioja (España) | C. D. Berceo          | Jornada 25         |

Fuente: Fútbol Regional.